# Basilika Klein-Mariazell

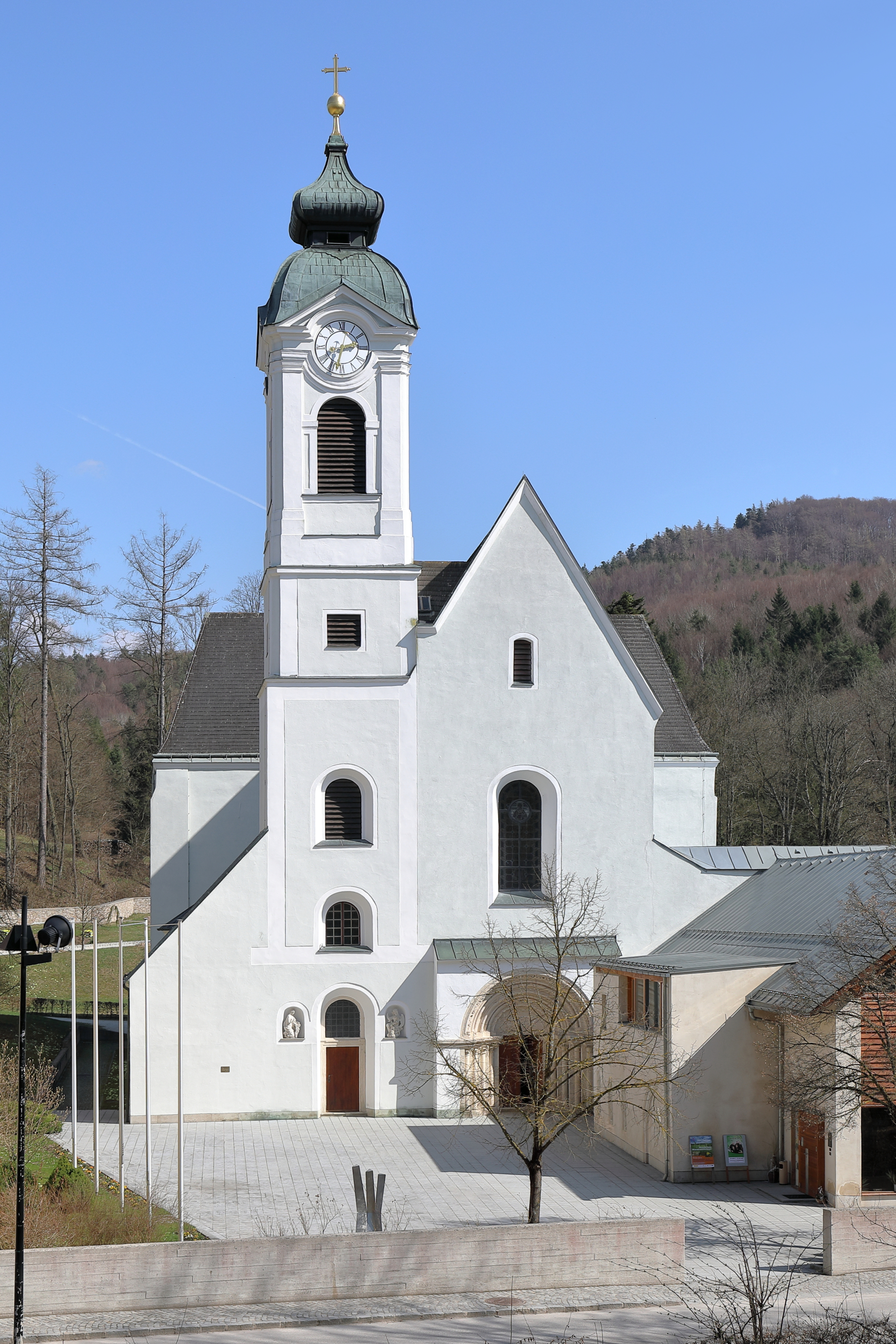
Westansicht der Basilika

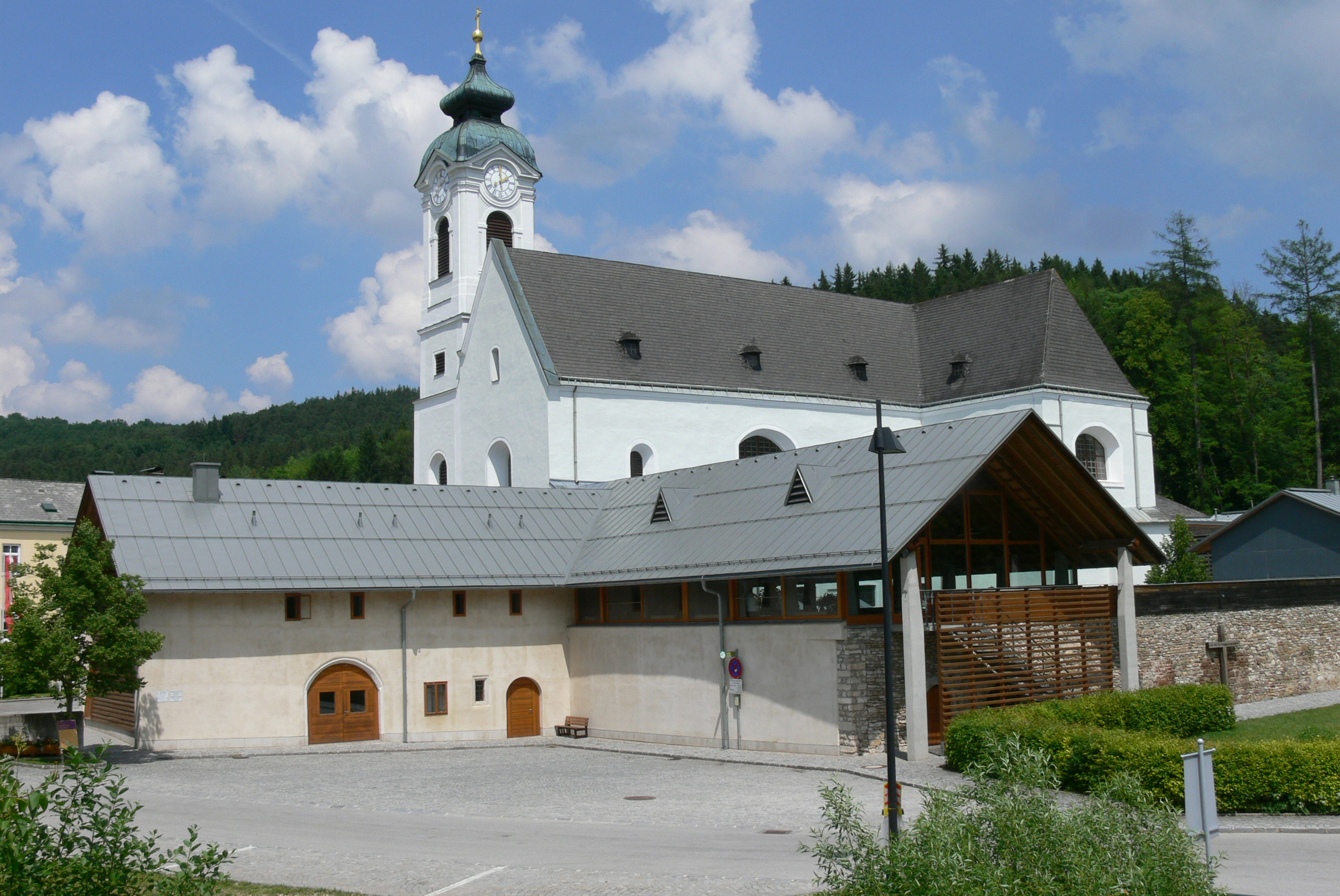
Basilika von Klein-Mariazell, davor der Pfarrhof (2011)

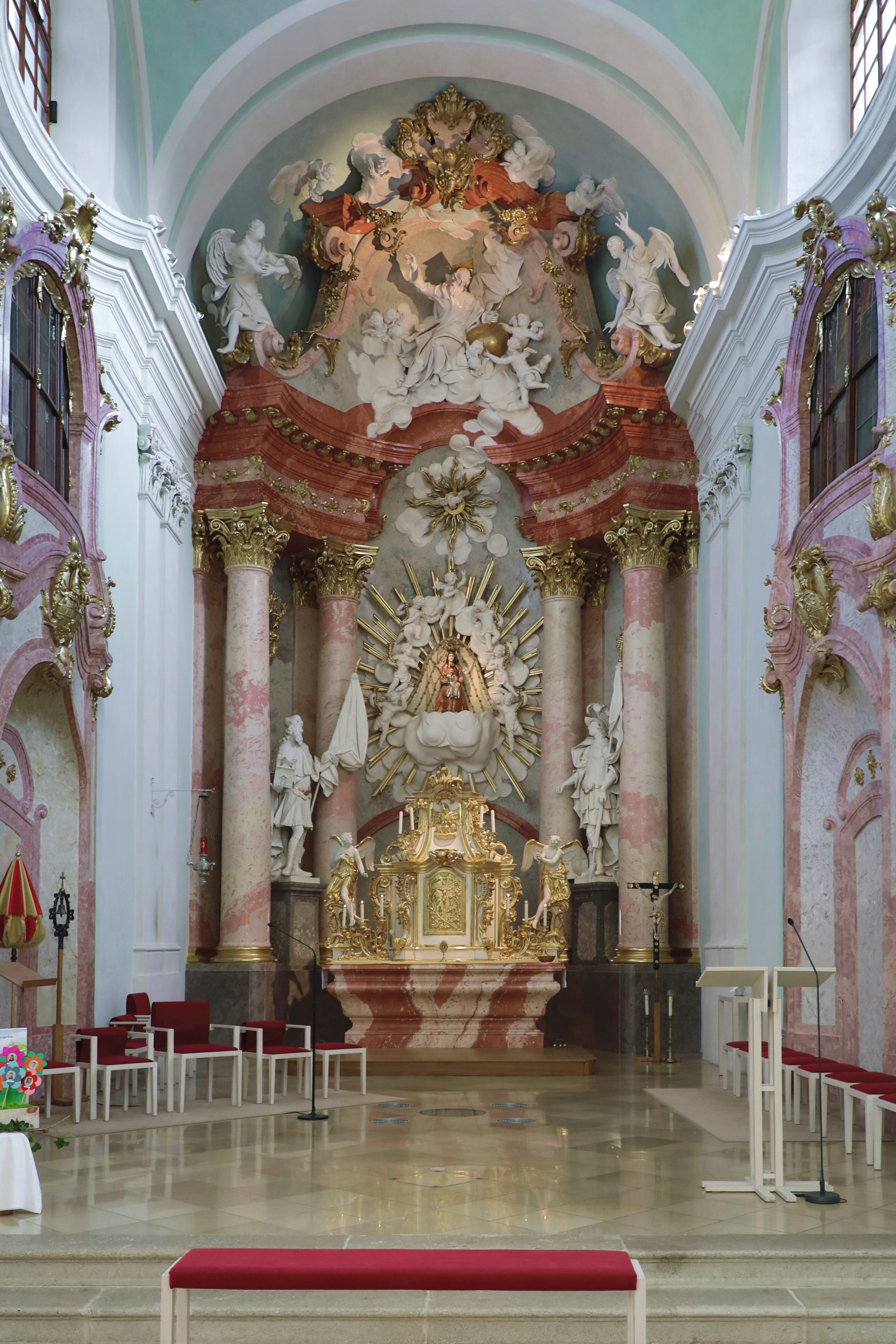
Altarraum

Die Basilika von Klein-Mariazell als ehemalige Stiftskirche vom ehemaligen Stift Klein-Mariazell ist eine barockisierte Pfeilerbasilika in der Klostersiedlung Klein-Mariazell in der Marktgemeinde Altenmarkt an der Triesting im Bezirk Baden in Niederösterreich. Die auf das Fest Mariä Himmelfahrt geweihte Stifts-, Pfarr- und Wallfahrtskirche gehört zum Dekanat Pottenstein im Vikariat Unter dem Wienerwald der römisch-katholischen Erzdiözese Wien. Im Jahre 2007 wurde die Kirche zur Basilika minor erhoben. Die Pfarr- und Wallfahrtskirche steht unter Denkmalschutz.

## Geschichte
Aufgrund von umfangreichen Grabungen und archäologischen Untersuchungen von 1995 bis 1998 und 2004 wurde für das 12. Jahrhundert, welches für schriftliche Quellen karg ist, neue Erkenntnisse gewonnen. Die Ergrabung von Begräbnisstätten und dendrochronologische Untersuchungen verweisen auf einen ersten Kirchenbau als Holzbau vor 1136.
Der Bauplatz vom Stift Heiligenkreuz (1133) zeigt einen nahen südlichen wasserführenden Buchgraben, welcher in den Sattelbach mündet. Der Bauplatz vom Kloster Klein-Mariazell (1136) zeigt analog gleichfalls den nahen südlichen Zierbach, welcher in den sogenannten Klosterbach mündet. Das Patrozinium bei Heiligenkreuz ist Unsere Liebe Frau, bei Klein-Mariazell Mariä Himmelfahrt, beide analog zur Mutter Gottes.
Der Stiftsbrief zu Klein-Mariazell, welcher vermutlich hundert Jahre später verfasst wurde, nennt zum Gründungsbau den 2. Februar 1136 (Mariä Lichtmess), welcher wohl der Tag der Beschlussfassung zur Gründung der Stiftskirche war. Die Absteckung der Längsachsen des Gründungsbaus am Bauplatz nach der aufgehenden Sonne erfolgte für das Langhaus am 20. März 1136 (Karfreitag) und für den Chor am 22. März 1136 (Ostersonntag), was sich örtlich aus dem Achsknick bedingt durch zwei Tage Abstand ergibt.
Der Steinbau als Gründungsbau von (Klein-)Mariazell in Österreich (1136) als Saalbau mit einem Chorquadrat erhielt eine Erweiterung mit einem nördlichen Seitenschiff mit einer Rundapsis. Ihm folgte Ende des 12. / Anfang des 13. Jahrhunderts ein Neubau einer romanischen Basilika, welcher im Kern des heutigen Baubestandes verborgen ist. Gemeinsam ist Gründungsbau und Basilika die Südwand des Saalraumes und damit die Langhausostung. Die Reste des Chorquadrates des Gründungsbaus im Bereich des rechten Querhauses der heutigen Basilika erbrachten kein gesichertes Ergebnis für den Achsknick. Da die romanische Basilika den Achsknick des Gründungsbaus beim Chorneubau übernahm, konnte die Nennung 1136 für das Gründungsjahr als richtig nachgewiesen werden.
Beim Bau der Basilika wurde die ehemalige Südwand des Gründungsbaus eingebunden und eine dreischiffige Pfeilerbasilika im gebundenen System mit Querhaus, Chorquadrat mit ehemals drei gestaffelten Rundapsiden errichtet. Die bemerkenswerten Portale im Westen, Norden und Süden sind aus der Zeit nach den Zerstörungen von 1250/1252. Die Fertigstellung mit Weihe erfolgte 1256.
Unter dem letzten Abt Jakob Pach (1752–1782) des Stiftes, welcher von 1752 bis 1759 die Stiftskirche mit hohem Aufwand barockisierte (Fresken mit Marienthemen von Johann Wenzel Bergl), wurde das Kloster 1782 unter Kaiser Joseph II. geschlossen.
Eine anspruchsvolle Restaurierung der Kirche fand 1998 ihren Abschluss. Im Zuge dessen wurden die Gewölberäume westlich des Kreuzganges aufgestockt, um dort einen Pfarrsaal, eine Pfarrkanzlei und Nebenräume unterzubringen.

## Architektur

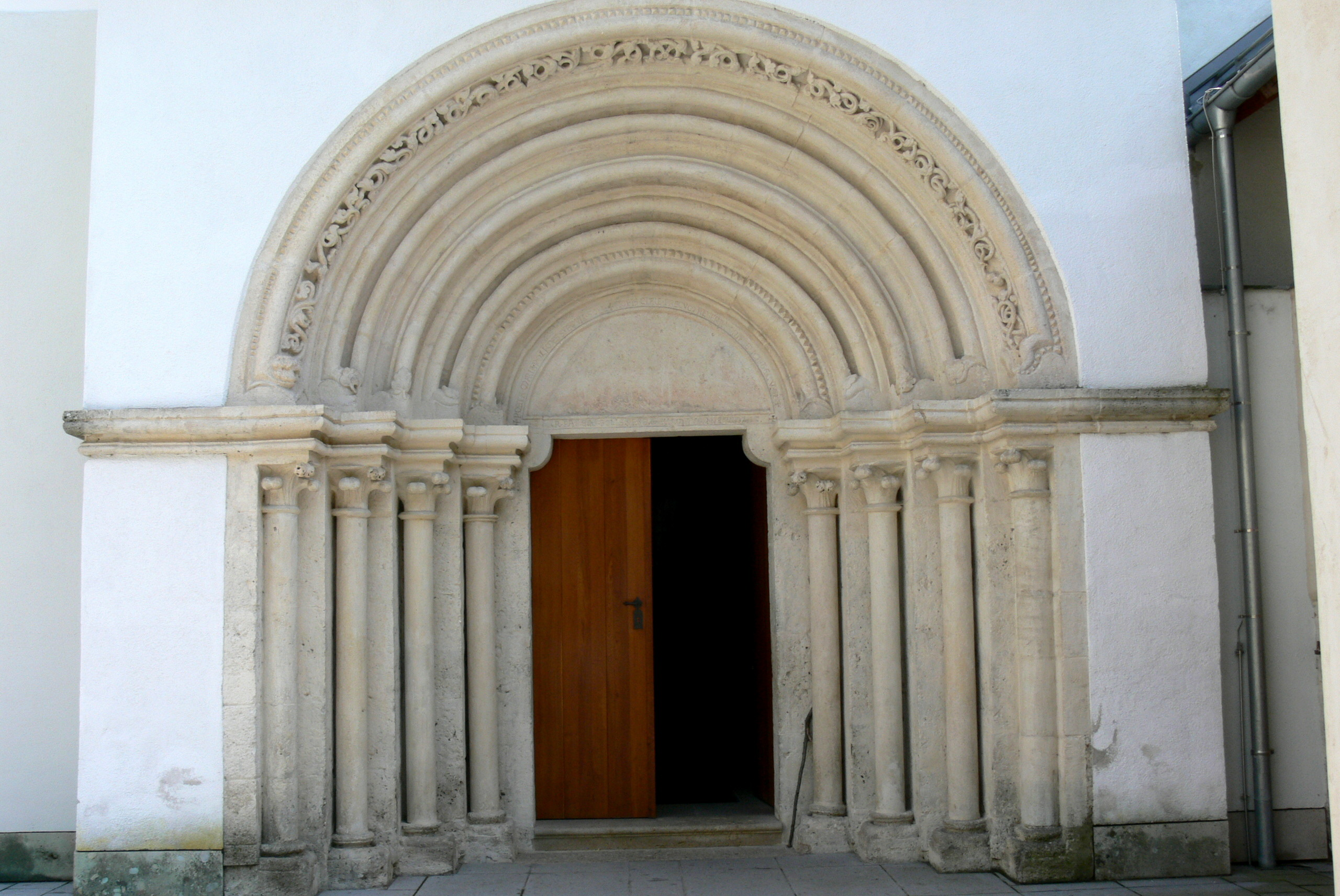
Romanisches Hauptportal

Das Langhaus steht unter einem steilen Satteldach, die Querhausarme unter steil abgewalmten Dächern. Das Mittelschiff und die Querhausstirnseiten haben große segmentbogige Fenster aus dem 18. Jahrhundert. In der Südseite sind drei romanische Rundbogenfenster. Weitere romanische Fenster sind vermauert oder verstellt. Die Seitenschiffe haben Pultdächer. Das Südschiff erhielt im 18. Jahrhundert kleine querrechteckige Fenster. Das Nordschiff hat vergrößerte ursprünglich romanische Rundbogenfenster. Der Chor hat ein Rechteckportal und seitlich eingeschoßige Zubauten, im Norden die Sakristei unter einem Pultdach, im Süden die ehemalige Sakristei unter einem ostseitig abgewalmten Dach.
Die Westfassade ist asymmetrisch, weil sie südlich von Klostergebäuden überschnitten wird. Es zeigt sich ein hoher spitzer Giebel, ein hohes Rundbogenfenster und ein kleines rundbogiges Giebelfenster. Im Mittelschiffbereich ist das romanische Stufenportal in einer typischen Mauervorlage, vierfach abgestuft mit je vier Knospenkapitellsäulen mit Tellerbasen auf Sockeln, mit fünffach abgestuften, unterschiedlich profilierten Archivolten. Am Übergang zur Kämpferzone sind Hornanläufe auf Plockung und kleine Tierköpfe und Blattmotive. Das heute leere Tympanon hat eine umlaufende lateinische Inschrift.

## Ausstattung

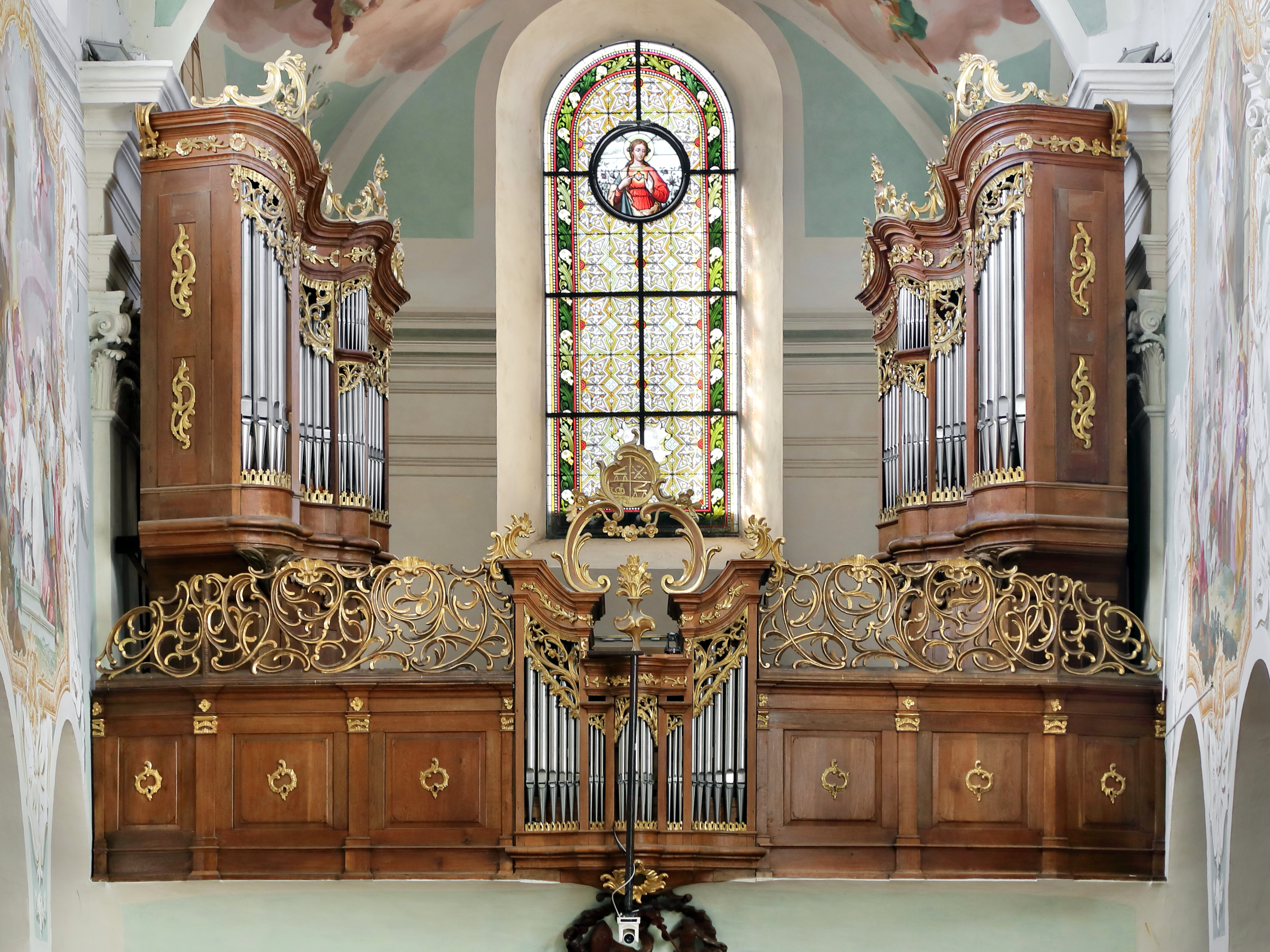
Orgel mit barockem Prospekt

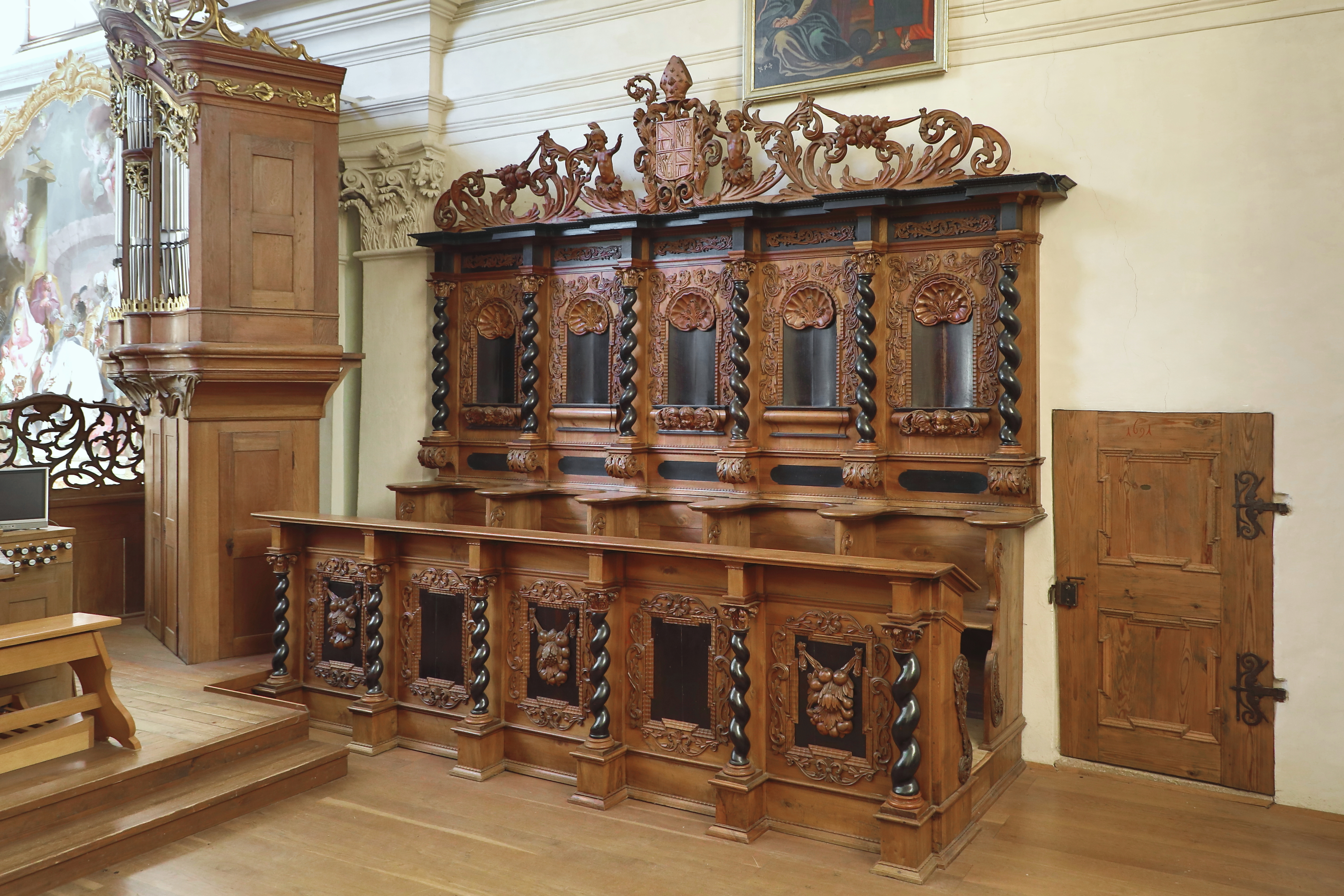
Chorgestühl aus der Zeit der Benediktiner-Mönche

Es besteht ein Zusammenwirken von Stuckmarmor im Chor und bei den Altären und den Wandgemälden. Im Mittelschiff, der Vierung, in den Querarmen und im Chor wirkt das Hauptwerk des Malers Johann Baptist Wenzel Bergl aus 1764/1765, die perspektivisch ausgerichteten Kuppelfresken zeigen einem Marienzyklus Mariä Tempelgang, Vermählung Marias mit Josef, in der Vierung als Höhepunkt Mariä Himmelfahrt in einer Komposition mit einem Figurenkranz, in den Pendentifs die vier römischen Kirchenväter, im Chor Krönung Mariens, in den Querschiffarmen je ein Ovalbild, links Mariä Heimsuchung, rechts Mariä Verkündigung, über dem Musikchor Himmelsglorie mit musizierenden Engeln, im Mittelschiff an den Wänden je zwei große Scheintafeln in gemalten die gemalte Gebälkzonen überschneidenden und von Engeln gehaltenem Rahmen Szenen aus der Kindheit Jesu mit Anbetung der Hirten, Beschneidung des Herrn, Anbetung der Könige und Christus unter den Schriftgelehrten, begleitet wird die Malerei durch eine Architekturmalerei mit gemalten Fenstern an den Querarmen und der Illusion einer Rundumdurchfensterung.
Die Orgel mit 18 Registern, verteilt auf zwei Manuale und Pedal, in einem barocken Gehäuse aus dem Jahr 1770 baute Anton Škrabl 1998.
Das Chorgestühl aus der Zeit der Benediktiner-Mönche ist eine kostbare, schwere Schnitzarbeit mit gedrehten Säulchen, Muscheln und Fruchtgirlanden, die Abt Roman Wohlrab (1680–1699) anfertigen und mit seinem Wappen krönen ließ. Ursprünglich befand es sich im Presbyterium und steht aktuell (2025) auf der Orgelempore.